# S. Rajasekharan

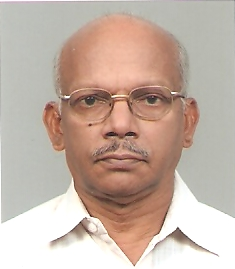

S. Rajasekharan (* 4. Januar 1946) ist indischer Literaturkritiker und Malayalam-Dichter.

## Karriere
Rajasekharan war über 30 Jahre lang Dozent an verschiedenen Colleges und Professor an der Sree Sankaracharya University of Sanskrit in Kalady. 2006 wurde er emeritiert. An der University of Kerala und der Sree Sankaracharya University of Sanskrit gehörte er jeweils dem „Board of Studies“ an. 
1991 promovierte er an der mit der Dissertation Vailoppilli's - Vision of Life and Poetry. 
Er war 1996 Gründungspräsident der Teachers' Association of Sree Sankaracharya Sanskrit University  und 1998 der Association of Sree Sankaracharya Sanskrit University Teachers. Des Weiteren war er Vorsitzender und Mitglied in mehreren wissenschaftlichen Organisationen.

## Auszeichnungen
S. Rajasekharan wurden eine Vielzahl von Auszeichnungen und Preisen verliehen, u. a. Thayat Award (1991), The Samskarakeralam Award 2000, Mon. Fr. Kureethadom Memorial Sahithyaratnam Award (2010), S.B.T. Literary Award for Literary Criticism 2010, Dr. C.P. Menon Award 2012.

## Literarische Arbeiten
Rajasekharan hat mehr als 30 Bücher zur Malayalam-Literatur und keralesischen Kultur veröffentlicht sowie eine Reihe von Dichtungen.